# Velîkopolovețke, Skvîra
Velîkopolovețke (în ucraineană Великополовецьке) este localitatea de reședință a comunei Velîkopolovețke din raionul Skvîra, regiunea Kiev, Ucraina.

## Demografie
Componența lingvistică a localității Velîkopolovețke
     Ucraineană (96,77%)
     Rusă (2,97%)
     Alte limbi (0,17%)
Conform recensământului din 2001, majoritatea populației localității Velîkopolovețke era vorbitoare de ucraineană (96,77%), existând în minoritate și vorbitori de rusă (2,97%).